# República de Tămrăš
El nom República de Tămrăš o República dels Pomacs (en búlgar Тъмръшка република, Помашка република, transliterat internacionalment com a Tămrăška republika, Pomaška republika) designa la temptativa d'organització separatista dels pomacs (bulgaro-musulmans) de la regió de Tămrăš a les muntanyes Ròdope centrals, després de la institució pel Congrés de Berlín el 1878 de dos estats a l'actual Bulgària: el Principat de Bulgària i la Rumèlia Oriental. L'entitat política republicana reagrupava entre 17 i 21 «pobles insubmisos» (en búlgar непокорните села, transliteració internacional nepokornite sela) i va existir entre 1879 i 1886.

## Geografia
La república separatista de Tămrăš, de la qual el territori es troba avui dia al sud de Bulgària, comprenia parts de les valls de la Va i del riu Văča. Inicialment eren 17 pobles (fins a 21 el 1880). Els pobles actuals que es trobaven sobre el seu territori eren: Beden, Bujnovo, Vodni Pad, Gjovren, Grohotno, Devin, Žrebovo, Kesten, Kožari, Ljaskovo, Mihalkovo, Mugla, Osikovo, Petvar, Sela, Skobelevo, Stomanevo, Tešel, Trigrad, Čala, Čamla, Čurukovo, Jagodina i el poble de Tămrăš, que va ser incendiat i va ser destruït l'octubre 1912 i no ha estat reconstruït posteriorment. Alguns dels pobles enumerats abans (per exemple Čala, que s'ha desenvolupat a partir de Bujnovo) han sorgit després de la fi de la república. Segons l'historiador dels Pomacs Stojan Rajevski, cap a 1885, aproximadament 19.000 pomacs vivien als pobles separatistes, situats a la vall del Văča i sobre les altures que la dominen.

## Història
La República de Tămrăš va ser una comunitat autònoma de pobles pomacs de vegades coneguts com a «pobles insubmisos» de la regió de Tămrăš, avui a l'obština de Devin. Va sorgir l'endemà de la guerra russo-turca de 1877-1878. El terme «república» no ha de ser entés en el sentit jurídic estricte; l'entitat mai no es va declarar oficialment com a república ni va proclamar qualsevol independència estatal i mai va aconseguir tampoc d'un reconeixement en el sentit del dret internacional públic. En resposta a la guerra russo-turca, de febrer a maig de 1878, va esclatar un aixecament a les regions pomaques de les muntanyes Ròdope centrals. El seu objectiu era no formar part dels estats dels búlgars ortodoxos i de Rússia.
El 1879, els «pobles insubmisos» es van negar a pagar impostos al govern de Rumèlia Oriental i van limitar l'accés a la regió de Tămrăš. Les raons d'aquesta actitud separatista eren complexes: rebuig al domini del govern cristià de Rumèlia Oriental, temors de represàlies envers pomacs que havien participat en la massacre de Batak, represa d'enfrontaments armats (la regió havia estat, durant, el guerra, el teatre de combats que oposava els destacaments del capità Petko Vojvoda a formacions de baxi bozuqs), i finalment rebuig a la pressió fiscal. Un conflicte en relació amb el repartiment de llocs administratius locals va poder jugar igualment algun paper.
El dirigent de la república, Ahmed Aga Tămrăšlijata, del qual germà havia participat en la repressió dels otomans contra la insurrecció búlgara a l'abril de 1876, amb el suport dels habitants del poble de Tămrăš, havia estat obligat a escapar cap al sud davant l'avenç de les tropes russes el 1878. Després la retirada de les tropes russes del massís dels Ròdope, l'aga i els altres responsables del seu cercle van tornar al seu poble i van formar una república dels pomacs.

### Organització
La comunitat vilatana era governada per un consell de tres membres escollits. Ahmed aga Tămrăšlijata va instituir un impost tres vegades menor que la Rumèlia Oriental, cosa que va incitar quatre pobles més a unir-se a l'aliança. Al començament de la república, la comunitat controlava 13 pobles de la regió de Rupčos i 4 de la regió de Peštera. A la tardor de 1880, 4 pobles més de la regió de Peštera es van unir l'aliança. Poc després, la república va enviar un ambaixador a Plovdiv (capital de la Rumèlia Oriental) i va introduir visats. Tanmateix, el mateix any, en el moment d'una trobada dels representants de la república, de l'Imperi Otomà i de la Rumèlia oriental, va acordar que els quatre nous pobles incorporats havien de ser reintegrats a la Rumèlia Oriental.

## Govern
L'assemblea que va reunir a més de 100 notables a Trigrad durant l'estiu de 1879 va escollir el primer consell de tres membres. Va decidir que els pobles no se sotmetrien a ningú i serien governats per aquest consell. Una unitat de gendarmeria de 20 homes va ser creada. Tanmateix, els nobles de cada poble conservaven importants competències en matèria de policia, administració i justícia. La capital va ser en principi Trigrad, després Nastan (avui barri de Devin), després Mihalkovo i potser altres pobles.

## Converses diplomàtiques
Moltes vegades van tenir lloc negociacions buscant que la República de Tămrăš tornés sota el control de la Rumèlia Oriental:
- 1880 - els notables pomacs accepten el principi d'una transferència de sobirania, però es neguen finalment a cedir el poder i les armes, per por de ser atacats per les milícies patriòtiques búlgares (komitati). En efecte, els Ròdope no eren una regió particularment ben guardada en l'aspecte militar.
- Estiu de 1880 - els negociadors de l'Imperi Otomà, de la Rumèlia Oriental i de la República de Tămrăš accepten que els 4 nous pobles que aspiren a unir-se a l'aliança siguin retornats a la Rumèlia Oriental.
- 1881 - L'Imperi Otomà reconeix el poder d'Ahmed Aga Tămrăšlijata i atorga condecoracions als notables de la república, per tal de poder cobrar impostos.
- 1882 - La Rumèlia Oriental congela el procés de recuperació de la República de Tămrăš.
- 1885 - Tropes otomanes ocupen la república.
- 1886 - En virtut de la Convenció de Tophane, la República de Tămrăš és integrada al territori de l'Imperi Otomà.[3]